# Fabian Himmelblau
Fabian Bernard Himmelblau (ur. 20 lutego 1860 w Krakowie, zm. 10 lutego 1931 tamże) – polski księgarz i wydawca narodowości żydowskiej, bibliofil, oryginał krakowski.
Pochodził z rodziny krakowskich księgarzy, był synem Izaaka (1831-1893) i Estery z Lemlerów. W 1893 przejął zarząd nad księgarnią zmarłego ojca, prowadząc ją (od 1903) jako „Fabian Himmelblau (dawniej J. M. Himmelblau)”. Początkowo próbował kontynuować działalność wydawniczą ojca, m.in. w 1894 publikując katalog Wydawnictwa gwiazdkowe dla dzieci i młodzieży. Wydał też Wybór Poezji Teofila Lenartowicza w czterech tomach; dwukrotnie procesował się z innymi wydawcami o bezprawne edycje dzieł Lenartowicza – w 1894 z Kazimierzem Grendyszyńskim z Petersburga, w 1908 z Gebethnerem i Wolffem. W 1905 wszedł w skład komisji statutowej Stowarzyszenia Księgarzy Krakowskich.
Pod kierownictwem Fabiana Himmelblaua księgarnia nie osiągała zysków. Z czasem Himmelblau ograniczył się jedynie do znikomej działalności antykwarycznej, którą prowadził w oryginalny sposób. W 1903 wynajął ciasny lokal w zaułku ulicy św. Tomasza w Krakowie, w którym zgromadził nieciekawy księgozbiór, jednocześnie starając się zniechęcić przypadkowych klientów; konsekwentnie twierdził, że poszukiwanych książek nie ma w ofercie, a osoby, które jednak zainteresowały się jakąś pozycją z jego antykwariatu, odstraszał wygórowaną ceną. Podobnie traktował oferujących mu książki do sprzedania.
Takie postępowanie antykwariusza miało swoje uzasadnienie; w rzeczywistości nie potrzebował on klienteli, a jedynie sklepu jako pewnej centrali swojej działalności i pasji bibliofilskiej. Himmelblau interesował się nie tylko wartością handlową książek, ale i ich treścią; był wybitnym znawcą polskich książek, gorliwym poszukiwaczem poloniców, szczególnie starych druków. Skupowane dzieła sprzedawał z niechęcią, co najwyżej do zbiorów bibliotek naukowych, z nadzieją wykorzystania ich w pracy naukowej. Szczególnie starał się o zasilanie Biblioteki Jagiellońskiej i stąd częstym gościem jego antykwariatu był m.in. Stanisław Estreicher. Kontakty antykwaryczne Himmelblau utrzymywał zarówno z firmami krajowymi (Jakub Jabłonko i Hieronim Wilder w Warszawie, Józef i Albert Jolowiczowie w Poznaniu), jak i zagranicznymi (w tym z cieszącym się światową renomą antykwariuszem Simonem d'Azzuro z Mediolanu).
Nie uzyskując znaczących zysków, Himmelblau ostatnie lata życia spędził w nędzy, ale do śmierci pozostawał niechętny wyprzedaży księgozbioru. Zmarł 10 lutego 1931. Antykwariat przejęła żona Salomea (ur. 10 listopada 1867 w Warszawie), która część pozostałych książek sprzedała antykwariuszowi Judzie Taffetowi; część trafiła do siostrzeńca zmarłego, Diamanta, prowadzącego Księgarnię Udziałową w Warszawie. Firma została zlikwidowana w 1933.
Fabian Himmelblau został zapamiętany m.in. dzięki wspomnieniom Karola Estreichera juniora, który wielokrotnie towarzyszył ojcu w wizytach w antykwariacie. Przedstawił on charakterystyczną postać krakowskiego antykwariusza-oryginała w zbiorze Nie od razu Kraków zbudowano (1959), pod imionami „Jakub Maurycy Himmelblau”.